# Universidad de Miramar California
La Universidad de Miramar California (en idioma inglés California Miramar University) es una universidad privada con reconocimiento oficial ubicada en Miramar (San Diego), California, en los Estados Unidos de América.
Anteriormente se denominaba Pacific Western University (PWU). 

## Historia
La Universidad de California Miramar se fundó bajo el nombre de Pacific Western University-California en febrero de 1977.

## Reconocimiento oficial
La Universidad de California Miramar está acreditada por el Accrediting Council for Independent Colleges and Schools (ACICS) y el Distance Education and Training Council (DETC), ambas agencias de acreditación de educación superior reconocidas por el Consejo de Reconocimiento de Educación Superior estadounidense. 4